# Агенты «Щ.И.Т.» (7-й сезон)
Седьмой и финальный сезон американского телесериала «Агенты „Щ.И.Т.“», основанного на одноимённой организации из Marvel Comics. Седьмой сезон сосредоточен на том, что агенты «Щ.И.Т.» и их союзники пытаются предотвратить оккупацию пришельцами, будучи при этом застрявшими во времени. Действие сериала разворачивается в рамках кинематографической вселенной Marvel (КВМ) и он подтверждает непрерывность фильмов Marvel. Производством сезона занимались ABC Studios, Marvel Television и Mutant Enemy Productions, а в качестве шоураннеров выступили Джед Уидон, Морисса Танчароен и Джеффри Белл.
Кларк Грегг исполняет роль ЖСМ агента Фила Колсона, повторяя роль из фильмов. В этом сезоне также вернулись Минг-На Вен, Хлоя Беннет, Элизабет Хенстридж, Генри Симмонс, Наталия Кордова-Бакли и Джефф Уорд. Иэн Де Кэскер появляется в ограниченной роли. Финальный сезон был заказан в ноябре 2018 года, в преддверии премьеры шестого сезона, а съёмки проходили с февраля по июль 2019 года. Сезон использует путешествие во времени, чтобы исследовать историю «Щ.И.Т.а» и связать нити, оставленные предыдущими сезонами.
Премьера седьмого сезона состоялась 27 мая 2020 года на канале ABC, и он продолжался в течение 13 эпизодов до 12 августа 2020 года.

## Эпизоды
| № общий | № в сезоне | Название                                                                                           | Режиссёр           | Автор сценария                                                        | Дата премьеры   | Зрители США (млн) |
| --- | ---------- | -------------------------------------------------------------------------------------------------- | ------------------ | --------------------------------------------------------------------- | --------------- | ----------------- |
| 124 | 1          | «Новая сделка» «The New Deal»                                                                      | Кевин Танчароен    | Джордж Китсон                                                         | 27 мая 2020     | 1,82              |
| После победы над Айзель и Сержантом команда спасается от хроникомов, переместившись в 1931 год по наводке Фитца, местонахождение которого неизвестно даже Джемме. Она представляет Маку и Дейзи Джонсон ЖСМ версию Фила Колсона, улучшенную технологиями хроникомов и осведомлённую о всех событиях, произошедших после кончины оригинала. Он должен помочь команде помешать хроникомам под управлением Люка, уничтожить Щ.И.Т. в корне. Елена «Йо-Йо» Родригес получает новые руки. Пока Дейзи и Дик Шоу расследуют место преступления, где были найдены безликие тела, оставленные хроникомами, Мак и Колсон направляются в бар Эрнеста Кёнига, предка агентов-близнецов. Кёниг организовывает собрание Франклина Рузвельта, которого Дейзи и Колсон принимают за цель противника, в то время как, на самом деле, ей является Уилфред «Фредди» Малик, будущий отец Гидеона Малика, одного из лидеров «Гидры». Мак и Дик спасают Фредди, которому передана некая ампула, пока Колсон понимает, что им нужно спасти Гидру... |            | |                    |                                                                       |                 |                   |
| 125 | 2          | «Выучи назубок» «Know Your Onions»                                                                 | Эрик Ланёвилль     | Крэйг Титли                                                           | 3 июня 2020     | 1,50              |
| На Зефире-1 Инок пытается утихомирить Мелинду Мэй, которая потеряла способность испытывать любые чувства. Джемма понимает, что Виола, агент Гидры, передала Фредди компонент будущей сыворотки суперсолдата, с помощью который Иоганн Шмидт станет Красным черепом. Йо-Йо понимает, что не может использовать сверхспособности из-за вмешательства сорокопута в её организм. Команде удаётся спасти Фредди от Люка. Зефир автоматически перемещается в другой временной промежуток, однако Инок не успевает прибыть вовремя. Мэй соглашается пройти осмотр. Кёниг нанимает Инока барменом и просит рассказать ему о Щ.И.Т.е. |            | |                    |                                                                       |                 |                   |
| 126 | 3          | «Пришельцы-коммунисты из будущего!» «Alien Commies from the Future!»                               | Нина Лопес-Коррадо | Нора Цукерман и Лилла Цукерман                                        | 10 июня 2020    | 1,57              |
| Оказавшись в 1955 году близ Зоны 51, которая является базой Щ.И.Т.а, без Инока, команда пытается помешать хроникомам, которые хотят использовать Проект Гелиус, чтобы уничтожить научный трест организации. ЖСМ Колсона и Джемма проникают на базу под видом Джерарда Шарпа и Пегги Картер, однако их рассекречивает агент Дэниел Суза. Мэй и Йо-Йо ищут хроникома, который должен зарядить Гелиус энергией, и предотвращают уничтожение базы, активировав электромагнитный импульс, что отключает Колсона. Его захватывает Суза. После допроса Шарпа Дик и Мак притворяются пришельцами и запугивают Шарпа, чтобы он не нарушил линию времени. |            | |                    |                                                                       |                 |                   |
| 127 | 4          | «Из прошлого» «Out of the Past»                                                                    | Гарри А. Браун     | Марк Лайтнер                                                          | 17 июня 2020    | 1,40              |
| Колсон просыпается в заключении Сузы с системным сбоем, который заставляет его видеть черно-белое изображение и слышать внутренний монолог (в стиле фильма нуар). Он понимает, что текущая дата - это день, когда умирает Суза, доставляя устройство Говарду Старку. Колсон вызывает Зефир с помощью Инока который до сих пор находится в баре. Йо-йо Родригес и Дик находят устройство, но Дика захватывает Гидра. Устройство доставляют к постаревшему Уилфреду Малику, который сохраняет жизнь Дику за то, что Дик пощадил его в 1931 году. Йо-йо и Симмонс обнаруживают, что Мэй испытывает эмоции людей, до которых она дотрагивается. Мак, Колсон и Дейзи понимают, что Суза будет убит Гидрой для того, чтобы он не мог разоблачить их присутствие в Щ.И.Т. Они решают изменить историю и спасти Сузу; после того, как он доставляет устройство, Колсон вырубает Сузу и подделывает его смерть. Суза просыпается на Зефире, а Колсон (уже с исправленным глюком) объясняет их ситуацию. Они снова перемещаются вперёд во времени. Люк, высокопоставленный охотник за хрониками, остается в 1955 году и предлагает помочь Малику. |            | |                    |                                                                       |                 |                   |
| 128 | 5          | «Форель в молоке» «A Trout in the Milk»                                                            | Стэн Брукс         | Иден Багдадчи                                                         | 24 июня 2020    | 1,37              |
| В 1973 году агенты снова начинают действовать скрытно и обнаруживают, что Щ.И.Т. готовит проект Озарение, который не должен разрабатываться еще несколько десятилетий. Проект разрабатывают во главе с Уилфредом Маликом, который должен был умереть в 1970 году. Уилфред и Хроникомы пытаются захватить агентов, но Дейзи захватывает сына Уилфреда — Натаниэля (который также должен быть мертвым) в заложники, чтобы команда могла сбежать. Натаниэль видит, как Дейзи использует свои силы. Агенты воссоединяются с Иноком и возвращаются на Зефир. Без предупреждения Хроникомы перемещаются к 1976 год, в тот момент когда планируется запуск проекта Озарение, и за ними следует Зефир. Колсон и Мэй устанавливают взрывчатку на Маяке, где запускается Озарение, в то время как Дик и Йо-Йо противостоят Уилфреду, которого впоследствии убивает Дик. Натаниэль захватывает Дэйзи и Сузу с помощью оружия Хроникомов. Мак останавливает детонацию, когда видит, что его родители находятся в плену, что позволяет запустить Озарение. Они используют Зефир, чтобы уничтожить Озарение, выдавая своё местоположение. Натаниэль пытается позвонить Дэниелу Уайтхоллу, чтобы попытаться передать силы Дейзи себе. |            | |                    |                                                                       |                 |                   |
| 129 | 6          | «Адаптируйся или умри» «Adapt or Die»                                                              | Эйприлл Уинни      | Д. Дж. Дойл                                                           | 1 июля 2020     | 1,32              |
| Натаниэль хирургическим путём приобретает сверхспособности Дейзи, однако ломает свои кости и умирает. Уничтожив «Озарение», Мак выдает местоположение Зефира-1, и ракеты Маяка повреждают джампер, который позже чинят Джемма и Дик. Дик же узнает, что Инок вживил Джемме имплант, не позволяющий ей знать, где находится Лео Фитц. Колсон и Мэй спасают Рика Стоунера, который убивает Люка. Колсон жертвует собой, уничтожая Охотников, после чего Мэй понимает, что родителей Мака подменили и убили, и Мэй, Мак и Йо-Йо сбрасывают хроникомов с квинджета. Суза и Дейзи возвращаются на Зефир-1. Мак, покинувший Зефир, чтобы побыть одному, и Дик, желавший подбодрить его, застревают в 1982 году, когда Зефир совершает внеплановый прыжок. |            | |                    |                                                                       |                 |                   |
| 130 | 7          | «Совершенно невероятные приключения Мака и Д» «The Totally Excellent Adventures of Mack and The D» | Джесси Бочко       | Брент Флетчер                                                         | 8 июля 2020     | 1,39              |
| Застряв в 1982 году, подавленный Мак проводит следующий год один, впав в депрессию. Дик время от времени навещает Мака и убеждает его прийти посмотреть на новую музыкальную группу Дика, Команда Дика, исполняющая классику 80-х, которая ещё не написана. Дик рассказывает, что он тайно обучал участников группы быть агентами «Щ.И.Т.», и что сознание Колсона было сохранено на жёстком диске. Тем временем сознание Сивиллы также выжило, и она использует одинокого программиста, чтобы построить грубое тело для себя. Затем она создает новых «охотников»-роботов, которые убивают программиста перед вторжением на Маяк в поисках потока времени, который Сивилла использует для предсказания будущего. Мак помогает Дику и новым агентам победить охотников, но маленький робот убегает с потоком времени. Зефир вновь появляется на довольно долгий период, поэтому Мэй и Йо-Йо успевают воссоединиться с Маком и Диком; последний рассказывает о событиях прошлого года и мая. Маленький робот доставляет поток времени выжившему Натаниэлю Малику, который работает с сознанием Сивиллы. |            | |                    |                                                                       |                 |                   |
| 131 | 8          | «После, до» «After, Before»                                                                        | Элай Гонда         | Джеймс С. Оливер и Шарла Оливер                                       | 15 июля 2020    | 1,38              |
| После спасения Мака и Дика, Симмонс сообщает команде, что временной привод продолжает отправлять их в будущее снова и снова, сокращая при этом время до следующего прыжка, пока в конечном итоге время не обрушится на них. Команда нуждается в неактивных способностях Йо-Йо, чтобы деактивировать привод, поэтому Дейзи предлагает проникнуть в Загробье, чтобы получить помощь от Дзяйин. Йо-Йо и Мэй прибывают туда и обнаруживают, что Дзяйин пытается помочь подавленной девушке-нелюдю по имени Кора, которая обладает взрывными способностями. Изучив Йо-йо, Дзяйин приходит к выводу, что проблемы Йо-йо являются скорее психическими, чем физическими, и Мэй использует свои способности эмпата на ней. Йо-Йо рассказывает, что она была свидетелем смерти своего дяди и обвиняла себя в этом. Натаниэль прибывает, с силами Дейзи, и завербовывает Кору, чтобы захватить Загробье. Йо-Йо и Мэй вынуждены бежать, и, вернувшись к Зефиру, Йо-Йо понимает, что она сама сдерживала свои силы, и успешно деактивирует временной привод. Когда экипаж успокаивается, привод времени внезапно снова включается. Инок заявляет, что план не сработал, поскольку Зефир неожиданно прыгает снова. |            | |                    |                                                                       |                 |                   |
| 132 | 9          | «Каким я всегда был» «As I Have Always Been»                                                       | Элизабет Хенстридж | Дрю З. Гринберг                                                       | 22 июля 2020    | 1,28              |
| Зефир попадает в ловушку во временном вихре, а Дейзи в это время просыпается в своей криокамере. После того, как произошло несколько событий, всё внезапно начинает повторяться, и она понимает, что попала в петлю времени, а Зефир становится ближе к центру вихря с каждым проходящим циклом. Она узнаёт, что Колсон также знает об этом и дольше был в курсе, так как Дейзи забывает обо всём, когда умирает. Дейзи и Колсон узнают об имплантате памяти Симмонс, но когда они пытаются удалить его, несчастный случай убивает её. Выясняется, что несчастные случаи были спланированы, и Колсон приходит к выводу, что Инок, который был запрограммирован для защиты имплантата Симмонс, невольно убивал их. После нескольких неудачных попыток им удаётся окончательно удалить имплантат, и Симмонс сообщает им, что силовой механизм Инока может зафиксировать время, но только ценой его жизни. В последнем цикле Инок не раздумывая извлекает из себя этот механизм и умирает, сообщив перед этим Дейзи, что это будет последняя миссия для команды. Вернувшись в Загробье, Натаниэль обучает Кору контролировать свои силы. |            | |                    |                                                                       |                 |                   |
| 133 | 10         | «Украденный» «Stolen»                                                                              | Гарри А. Браун     | Сюжет: Марк Лайнхэн Брунер Телесценарий: Джордж Китсон и Марк Лайтнер | 29 июля 2020    | 1,30              |
| Натаниэль вербует молодого Джона Гарретта, показывая его будущее, а также совершенствует способ передачи сил нелюдей своим людям. Щ.И.Т. решает оставить Дзяйин вместе с остальными агентами на Маяке для её защиты вопреки желанию Дейзи, которая серьёзно обеспокоена, узнав, что Кора — её сводная сестра. Колсон и Гордон телепортируются в Загробье, но их захватывают, передают силы Гордона Гарретту, после чего Гордон умирает от истощения. Колсона вместе с остальными захваченными нелюдьми спасают Йо-Йо и Мак, после чего Колсон захватывает Кору. Натаниэль и Гарретт телепортируются на Маяк, последний сражается с Мэй, в то время, как Натаниэль нападает на Дейзи и Дзяйин. Он раскрывает их родственную связь и рассказывает Дзяйин о том, что она в конечном итоге предаст свою дочь. Натаниэль убивает Дзяйин, но убегает после того, как прибывшая Мэй стреляет ему в плечо. Гарретт похищает Симмонс и, воссоединившись с Натаниэлем, угоняет Зефир, в то время, как Дик по незнанию всё ещё находится на его борту. Натаниэль раскрывает Джемме свой план, который заключается в том, чтобы Симмонс рассказала им где Фитц. |            | |                    |                                                                       |                 |                   |
| 134 | 11         | «Прекрасный новый день» «Brand New Day»                                                            | Кит Поттер         | Крис Фрейер                                                           | 5 августа 2020  | 1,25              |
| Кора утверждает, что она хочет работать на Щ.И.Т., несмотря на то, что агенты предполагают, что у неё есть скрытые мотивы. Понимая, что Сивилла знает о каждом их движении, Дейзи, Суза и Мак решают действовать вопреки своим суждениям и запускают квинджет в космос, чтобы последовать за Натаниэлем. Натаниэль пытается узнать нужную ему информацию от Симмонс, пытая Дика, но у него не получается выяснить, где находится Фитц. Его действия заставляют Симмонс полностью забыть Фитца. Мэй допрашивает Кору, которая в гневе выключает электричество на Маяке, позволяя Сивилле взломать центральный процессор Маяка. Колсон понимает, что может прочитать код, и пытается изгнать её из системы. Кора предлагает использовать свои знания, чтобы преследовать тех, кто заслуживает смерти, таких как Грант Уорд, но Мэй показывает ей труп Дзяйин, из-за чего Кора в гневе набрасывается на Мэй, но Гарретт забирает её обратно на Зефир. Дейзи, Суза и Мак обнаруживают, что Натаниэль связался с остальными хроникомами, которые, используя информацию, украденную Сивиллой, стреляют по всем базам Щ.И.Т.а., уничтожая всю организацию. |            | |                    |                                                                       |                 |                   |
| 135 | 12         | «Конец близок» «The End is at Hand»                                                                | Крис Шерами        | Джеффри Белл                                                          | 12 августа 2020 | 1,46              |
| Приземлившись на корабль хроникомов, Дейзи ищет Дика и Симмонс, в то время как Суза и Мак отбиваются от группы хроникомов-охотников. Сивилла позволяет Дейзи найти Симмонс, чтобы пробудить её воспоминания, но Натаниэль, не желая больше ждать, убеждает Кору напасть на Дейзи. Дейзи удаётся переубедить сестру, что вынуждает Натаниэля захватить Кору и передать её силы себе. Агенты возвращаются на Зефир и сбегают с корабля хроникомов. Теперь Маяк — единственная сохранившаяся база «Щ.И.Т.а», поэтому Гарретт закладывает бомбы, чтобы уничтожить её, но Колсон, Йо-Йо и Мэй захватывают его и подавляют его силы. Агенты заставляют Гарретта остановить взрыв, но Натаниэль не соглашается и оставляет Гарретта умирать, однако им всем удаётся выжить благодаря Йо-Йо. Гарретт решает присоединиться к агентам и телепортировать их в бар, но его убивают другие агенты, которые прибыли туда, чтобы спрятаться. Все агенты «Щ.И.Т.» объединяются и, с помощью Симмонс, создают «ключ», принцип действия которого изо всех сил пытается вспомнить Джемма. Ключ открывает портал, который приводит к ним Фитца, но он шокирован, узнав, что Джемма не помнит его. |            | |                    |                                                                       |                 |                   |
| 136 | 13         | «За что мы боремся» «What We're Fighting For»                                                      | Кевин Танчароен    | Джед Уидон                                                            | 12 августа 2020 | 1,46              |
| После победы над Айзель, Инок забрал Фитца и Симмонс, чтобы помочь им построить машину времени. Понимая, что они справятся с этой задачей, они решают пожить вместе. После того, как они подготовили всё необходимое, они возвращаются к Флинту и Пайпер и поручают им охранять Фитца в специальном контейнере, пока Симмонс уходит с командой. В баре агенты используют временной привод, чтобы перенести хроникомов в свою временную шкалу через квантовый мир. Дик добровольно остаётся в другой временной линии, чтобы помочь остальным, став новым лидером «Щ.И.Т.а» в этой шкале времени. По возвращении Фитц, Симмонс, Суза и Йо-Йо отправляются на Маяк, в то время как Колсон, Мэй, Мак и Дейзи проникают на корабль хроникомов, чтобы спасти Кору и противостоять Натаниэлю. Колсон обманом заставляет Сивиллу послать всех её хроникомов на Маяк, в то время как Мэй и Кора объединяют свои способности, чтобы дать им сочувствие, после чего хроникомы прекращают нападение. Дейзи уничтожает корабли хроникомов, убивая Натаниэля и Сивиллу. Агенты спасают Дейзи, и Кора оживляет её. Фитц и Симмонс возвращаются к контейнеру со своей дочерью Алией. Год спустя команда собирается вспомнить о времени, проведённом вместе. Фитц и Симмонс уходят в отставку и воспитывают Алию, а Мэй работает преподавателем в Академии Колсона. Мак продолжает руководить «Щ.И.Т.ом», а Йо-Йо — одна из его главных агентов. Дейзи исследует космос с Сузой и Корой, в то время как Колсон путешествует по миру. |            | |                    |                                                                       |                 |                   |

## Актёры и персонажи
| - Кларк Грегг — Фил Колсон - Минг-На Вен — Мелинда Мэй - Хлоя Беннет — Дейзи Джонсон / Дрожь - Элизабет Хенстридж — Джемма Симмонс - Генри Симмонс — Альфонсо «Мак» Маккензи - Наталия Кордова-Бакли — Елена «Йо-Йо» Родригес - Джефф Уорд — Дик Шоу | - Джоэл Стоффер — Инок - Тобайас Джелинек — Люк - Дэррен Барнет и Нил Бледсо — Уилфред Малик - Энвер Джокай — Дэниел Суза - Тамара Тейлор — Сивилла - Томас Э. Салливан — Натаниэль Малик - Дайян Доан — Кора | - Пэттон Освальт — Эрнест Хазард Кёниг - Кэмерон Палатас — Гидеон Малик - Патрик Уорбёртон — Рик Стоунер - Дичен Лакмэн — Дзяйин - Фин Аргус — Гордон - Джеймс Пэкстон — Джон Гарретт - Иэн Де Кэскер — Лео Фитц - Рэйчел Шэнк — Виктория Хэнд - Бриана Венскус — Пайпер - Максимилиан Осински — Дэвис - Кой Стюарт — Флинт |

## Производство

### Разработка
В ноябре 2018 года, ещё до выхода шестого сезона, ABC продлил «Агентов „Щ.И.Т.“» на седьмой сезон. Это раннее продление было неожиданным, так как у пятого сезона были низкие рейтинги, но «Deadline Hollywood» сообщило, что время продления было, вероятно, связано с переговорами о контракте актёров, и это поможет снизить расходы, снимая шестой и седьмой сезоны бок-о-бок. Глава Marvel Television Джеф Лоуб позже рассказал, что команда сериала ожидала, что более короткий шестой сезон будет последним, и они также были удивлены продлением на седьмой сезон. Он объяснил это решение тем, что ABC наблюдало за ранней работой над шестым сезоном, и они полагали, что команда нашла «ещё одну волну энергии», и они хотели, чтобы она продолжалась. Отвечая на новые слухи в марте 2019 года о том, что седьмой сезон будет последним, Лоуб заявил: «Мы не заканчиваем». Однако в преддверии панели San Diego Comic-Con в июле 2019 года Лоуб объявил, что седьмой сезон будет последним в сериале. Он объяснил, что актёры и съёмочная группа изначально ожидали, что сериал закончится на пятом сезоне, и отложили другие планы, чтобы продолжить работу над шестым. Поэтому, когда ABC захотело продлить сериал на седьмой сезон, они согласились с решением, если это будет последний сезон. Обладание этим знанием позволило им построить этот сезон специально для того, чтобы «связать все линии» и попытаться создать удовлетворительное завершение истории. Хотя сезон получал один и тот же бюджет от ABC для каждого эпизода, продюсеры работали с сетью, чтобы перераспределить бюджет в течение сезона, чтобы получить «натурные исторические костюм, которые заряжали всех энергией и восхищали всех» для ранних эпизодов, и сэкономить достаточно для финальных эпизодов, чтобы сериал мог «уйти с некоторым размахом и стилем».

### Сценарий
Шоураннеры Джед Уидон, Морисса Танчароен и Джеффри Белл, а также сценаристы сериала, решили использовать путешествие во времени в последнем сезоне потому, что посещение более ранних периодов времени было для них «единственным, что осталось в списке», и это позволило им исследовать историю «Щ.И.Т.а» и вернуться к элементам из всего сериала. История сезона берёт начало с клиффхэнгерской концовки шестого сезона, которую сценаристы смогли спланировать, поскольку седьмой сезон был заказан тогда, когда они работали над шестым сезоном. В этом сезоне команда пытается спасти мир от вторжения хроникомов, что было повторяющейся сюжетной линией в шестом сезоне. Начало седьмого сезона происходит в Нью-Йорке 1930-х годов, ещё до образования «Щ.И.Т.а», прежде чем исследовать другие временные периоды, такие как 1950-е и 1980-е годы. В отличие от предыдущих сезонов, седьмой сезон не разбит на разные «стручки» из-за его более короткой продолжительности в 13 эпизодов. Сценаристы пытались создать больше эпизодов, которые были «вне [их] нормальной формы повествования», как эпизод третьего сезона «4722 часа». Уидон чувствовал, что сезон смог использовать большое количество забавных идей от сценаристов, которые были бы отвергнуты в более ранних сезонах, и при этом Белл чувствовал, что сезон был «более радостным», чем в прошлом.
Фил Колсон является Жизнеспособной моделью человека (ЖСМ) в этом сезоне после событий в конце шестого сезона, несмотря на то, что актёр Кларк Грегг объяснил, что настоящий Колсон никогда не хотел превращаться в ЖСМ. Грегг не хотел, чтобы персонаж стал похож на Дейту из «Звёздного пути», «кибер-существом, которое следует [за командой] вокруг, делая быструю математику». Сценаристы нашли другой способ подойти к персонажу, при этом всё ещё обращаясь к «некоторым вещам, с которыми имели дело классические ИИ-персонажи в прошлом», такие как сомнение в своих чувствах и существовании. Уидон добавил, что ЖСМ Колсона «чувствуется также», как и настоящий Колсон, и он проходит через «некоторый виртуальный поиск души», по словам Грегга. Хлоя Беннет сказала, что большая часть сезона отсылает к первому сезону и понятию, что «не все герои супер». Беннет добавила, что Дейзи Джонсон больше похожа на свою личность Скай в этом сезоне, так как теперь она «более комфортно чувствует себя с тем, кто она есть... то, что она хочет сделать — это быть с людьми, которых она любит и о которых заботится, и спасти мир». Дэниел Суза становится любовным интересом Дейзи в этом сезоне. Выполняя своё обещание, которое сценаристы дали, а именно давать Дейзи любовный интерес в каждом сезоне, они чувствовали, что Суза, будучи «человеком вне времени», подходит для этого. Беннет «колебалась» из-за того, что её персонаж получит ещё один любовный интерес, чувствуя, что её путешествие в течение всего сезона заключалось в «поиске самой себя» и изучении её отношений с Колсоном и её семьёй «Щ.И.Т.». Тем не менее прибывает Суза и дополняет Дейзи «таким образом, что она была полностью застигнута врасплох», что, по мнению Беннет, было единственным способ развития отношений для Дейзи.
Наталия Кордова-Бакли сказала, что в этом сезоне Елена «Йо-Йо» Родригес «откидывается назад и становится членом команды», поддерживая директора Альфонсо «Мака» Маккензи. В этом сезоне у Родригес меньше личной борьбы, чем в прошлом, «потому что она владеет тем, кто она есть, и теперь она решила быть частью силы, как единица, а не как личность». Что касается её отношений с Маком, Кордова-Бакли сказала, что покажет «истинное завершение их отношений, с точки зрения того, что они действительно укоренятся и заземлятся». Благодаря Дику Шоу, человеку вне времени, сериал смог затронуть различные социальные и расовые проблемы в различных периодах времени, в которых оказывается команда, например, он «понимал или примирялся с концепцией привилегией белых или указывал, насколько абсурдно то, что существует какой-либо вид неравенства или расовое неравенство». Отсутствие Лео Фитца в течение большей части сезона позволило сценаристам сблизить Джемму Симмонс и её внука Дика Шоу. Сезон был выстроен с учётом отсутствия персонажа, и с концепцией, как только он вернётся, для персонажа не пройдёт ни минуты. Отсутствие Фитца также «сделало окончательный выигрыш ещё более мощным», поскольку выяснилось, что у него и Симмонс есть дочь. Уидон сказал: «Мы сделали всё, что могли, и постарались сделать так, чтобы это получилось вознаграждающим с теми кусочками [которые нам дали]. Иногда это было 3D-шахматами», продолжая о том, что решение состояло в том, чтобы дать паре «супер-счастливый конец». Сценаристы всегда собирались дать Фитцу и Симмонс счастливый конец, несмотря на множество препятствий, с которыми пара сталкивалась на протяжении всего сериала, поскольку «вечной любовью» в сериале. Счастливый конец также был «способом дать зрителям то, что они хотели».
Танчароен сказала, что они «понятия не имели», что концовка сериала, в которой команда «Щ.И.Т.» виртуально воссоединяется друг с другом, будет «предсказанием ближайшего будущего» из Zoom-звонков и социального дистанцирования, которые произошли из пандемии COVID-19. Уидон добавил, что если бы сезон разрабатывался во время пандемии, то была бы включена сюжетная линия с вирусом, и у сезона был бы другой тон.

### Кастинг
С продлением на новый сезон было подтверждено, что основные актёры из предыдущих сезонов, а именно Минг-На Вен (Мелинда Мэй), Хлоя Беннет (Дейзи Джонсон / Дрожь), Иэн Де Кэскер (Лео Фитц), Элизабет Хенстридж (Джемма Симмонс), Генри Симмонс (Альфонсо «Мак» Маккензи), Наталия Кордова-Бакли (Елена «Йо-Йо» Родригес) и Джефф Уорд (Дик Шоу) вернутся в этом сезоне. Продление сериала не включало возвращение звезды сериала Кларка Грегга, но в апреле 2019 года Джед Уидон заявил, что продюсеры «твёрдо верят, что он должен присутствовать в любом сезоне». В конце шестого сезона выяснилось, что в седьмом сезоне появится Жизнеспособная модель Фила Колсона, и Грегг будет играть новую версию своего персонажа. Это было решение сценаристов, желавших вернуть персонажа назад, при этом не меняя ставок его смерти после пятого сезона.
Несмотря на то, что Де Кэскер был объявлен основным членом актёрского состава, он не появляется в первых десяти эпизодах, так как он работал над другим проектом, когда начались съёмки сезона. Уидон заявил, что выбор был сделан Де Кэскером, а Танчароен добавила: «Для него настало время идти [и] исследовать новые вещи». Он впервые появляется во флэшбеках эпизода «Прекрасный новый день», где его указали как специально приглашённую звезду.
Джоэл Стоффер возвращается в повторяющейся роли Инока из предыдущих сезонов, хроникома-союзника «Щ.И.Т.а», в то время как Тобайас Джелинек появляется роли Люка в течение сезона, хроникома-антагониста. В августе 2019 года выяснилось, что Патрик Уорбёртон вновь исполнит роль Рика Стоунера в финальном сезоне, и также сообщалось, что Хейли Этвелл вновь исполнит роль Пегги Картер вместе с Энвером Джокаем в роли агента Дэниела Сузы из сериала «Агент Картер». Позже Этвелл опровергла информацию о своём участии в финальном сезоне, в то время как кастинг Джокая был подтверждён в апреле 2020 года. Уидон и Танчароен ранее работали с Джокаем в «Кукольном доме», и они были рады дальше исследовать его персонажа в «Агентах». Белл сказал, что Соуза будет показан в «другом свете» в этом сезоне. Уидон добавил, что наличие Соузы позволит Колсону, «фанату истории „Щ.И.Т.а“», взаимодействовать с этой историей. Джокай изначально не был уверен, как долго продлится его обязательство перед сезоном, заявив, что его использовали на «основе эпизод за эпизодом». В мае 2020 года выяснилось, что Пэттон Освальт вернётся в этом сезоне, и он будет исполнять роль Эрнеста «Хазарда» Кёнига в 1931 году. Он является предком различных современных братьев Кёнигов, которых Освальт изображал в предыдущих сезонах. Дичен Лакмэн также вновь исполняет роль Дзяйин, матери Дейзи из второго сезона, в то время как Фин Аргус исполняет роль молодой версии Гордона, нелюдя, работающего с Дзяйин, взрослую версию которого исполнял Джейми Харрис во втором сезоне.
В июле 2020 года Грегг обсуждал актёров, которых он хотел бы вернуть в седьмой сезон, включая Билла Пэкстона, который играл Джона Гарретта в первом сезоне сериала до его смерти в феврале 2017 года. Грегг сказал, что было бы «действительно классно, если был бы какой-то способ почувствовать, что с нами был дух Билла Пэкстона», и намекал, что это может произойти в этом сезоне. Позже в том же месяце стало известно, что сын Пэкстона, Джеймс Пэкстон, станет приглашённой звездой в этом сезоне в роли молодой версии Джона Гарретта. В сезоне также появляется персонаж Уилфред «Фредди» Малик, отец Гидеона Малика, который появлялся в предыдущих сезонах. Роль Уилфреда исполняют Дэррен Барнет в 1931 году и Нил Бледсо, начиная с 1955 года. Кэмерон Палатас вновь исполняет роль молодого Гидеона Малика из третьего сезона в то время как Томас Э. Салливан получил роль брата Гидеона, Натаниэля, роль которого исполнял Джоэл Дэбни Кортни в третьем сезоне. Тамара Тейлор периодически появляется в роли хроникома-предсказательницы Сивиллы, в то время как Бриана Венскус, Максимилиан Осински и Кой Стюарт возвращаются в финал в ролях Пайпер, Дэвиса и Флинта, соответственно. Кристофер Джеймс Бейкер утверждал, что вернется в этом сезоне в роли Хроникома Малахи, но он всё таки не появляется.

### Дизайн

#### Костюмы
К художнице по костюмам Уитни Галиц присоединилась Джессика Торок в течение сезона, после чего Торок взяла на себя обязанности художника, так как Галиц ушла из сериала, чтобы родить свою дочь.

#### Название сериала
В сезоне шрифт названия сериала в каждом эпизоде отражает период времени, в котором происходит действие эпизода. В первых двух эпизодах стиль названия выглядит как «старый нуар», отражая обстановку 1930-х годов в эпизодах, в то время как в третьем эпизоде название выглядит в стиле «классической научной фантастики» 1950-х годов. Четвёртый эпизод, действие которого вновь происходит в 1950-х годах, имеет стиль нуар-фильма, будучи почти полностью чёрно-белым, и в нём начальная сцена является оммажем к «культовой» начальной сцене из фильма «Бульвар Сансет» (1950). Название сериала в эпизоде сделано в виде «вступления к фильму в стиле ретро». Для эпизода «Форель в молоке» была использована заставка в стиле 1970-х годов, и это была первая заставка сериала, в которой были «настоящие вступительные титры» наряду с закадровым объявлением актёров. С именем каждого актёра фигурировали клипы с их персонажами из прошлых сезонов. В седьмом эпизоде название «Агенты „Щ.И.Т.“» печатается на чёрном экране компьютера, ссылаясь на «технические и хакерские фильмы» 1980-х годов. В эпизоде «После, до» присутствует заставка, которая напоминает фильмы «Трон» (1982) и «Назад в будущее» (1985). Ярко-синий логотип «путешествует по чёрному цифровому ландшафту, состоящего из оранжевой и синей сетки», на которой изображены координаты, даты и тикающие часы.

### Съёмки
Производство сезона началось в конце февраля 2019 года в Калвер-Сити, Калифорния. Элизабет Хенстридж дебютировала в качестве режиссёра в эпизоде «Каким я всегда был», который, по её словам, «отличался от всего, что [сериал] делал раньше», в результате чего он был снят «совершенно новым способом». Съёмки завершились 30 июля 2019 года. Постпродакшн финального эпизода завершился примерно 7 октября 2019 года.

### Музыка
После добавления дополнительной музыки в ранних сезонах, Джейсон Эйкерс указан в качестве сокомпозитора седьмого сезона вместе с оригинальным композитором сериала, Беаром Маккрири. В этом сезоне композиторы ввели тему путешествия во времени. Будучи расположенной в 5
4 времени, она была создана, чтобы быть «последовательной и запоминающейся» сквозной линией для всех различных музыкальных жанров, представленных в этом сезоне.

### Связь с КВМ
В августе 2019 года Уидон и Танчароен указали, что в последнем сезоне будет установлена связь с КВМ. Различные временные периоды, посещаемые в этом сезоне, позволили сценаристам включить различные пасхалки, связанные с Marvel. В третьем эпизоде, в котором фигурирует Дэниел Суза, присутствуют отсылки ко второму сезону «Агента Картер», включая поражение Хью Джонса и Совета Девяти. В пятом эпизоде присутствует «Проект Озарение», основа фильма «Первый мститель: Другая война», и действие эпизода разворачивается в 1970-х годах, так как хроникомы поменяли историю.
В этом сезоне путешествие во времени объясняется по-другому, в отличие от фильма КВМ «Мстители: Финал» (2019). Вместо того чтобы использовать квантовый мир для перемещения между различными точками во времени, персонажи следуют за хроникомами через «потоки», которые являются «критическими окнами запуска в конкретные точки во времени и пространстве». Обсуждая несостыковки с «Финалом» в начале сезона, Томас Бейкон из «Screen Rant» отметил, что правила путешествий во времени в «Финале» были изменены во время производства и не были полностью непротиворечивыми в этом фильме, и высказал мнение, что объяснение в сериале может помочь прояснить правила фильма. Бейкон предположил, что объяснение фильма о том, что изменение прошлого не может изменить будущее, согласуется с идеей сериала о том, что небольшие ряби во временном потоке не изменят общий поток времени, в то время как утверждение фильма о том, что удаление камней бесконечности из временной шкалы создаст альтернативные реальности со значительными изменениями, согласуется с идеей сериала о том, что большие изменения создадут другое будущее. На протяжении всего сезона команда «Щ.И.Т.» в конечном счёте изменяет события в прошлом, создавая новую временную линию. После этого они пытаются обеспечить то, чтобы события в этой новой временной линии происходили правильно, например, защищая Дзяйин от Натаниэля Малика, чтобы гарантировать рождение Дейзи. Джейми Джирак из «ComicBook.com» чувствовал, что это согласуется с правилами путешествия во времени из «Финала». В финале сезона Фитц подтверждает, что команда действовала в ответвлённой временной линии, и он помог им вернуться к первоначальной временной линии, путешествуя через квантовый мир.

## Маркетинг
Первые кадры сезона были выпущены в августе 2019 года на D23 Expo. Новый тизер и постер сезона были выпущены, чтобы совпасть с объявлением даты премьеры сезона в середине апреля 2020 года, и постер был с изображением «олд-скульного» логотипа «Щ.И.Т.а» времён Второй мировой войны, так как сезон возвращался в эту эру через путешествия во времени. Неделю спустя был выпущен главный постер сезона, сделанный художником Кайлом Ламбертом. На постере изображены основные актёры сезона в костюмах из различных периодов времени, которые они посещают в течение всего сезона, причём Marvel специально попросило Ламберта отразить костюмы и декорации, которые были специально созданы для сериала. Постер рекламировал этот сезон как «Последнюю миссию». Оба Джейк Эббейт из «SuperHeroHype» и Сэм Стоун из «Comic Book Resources» сравнили плакат с работой художника для кинопостеров, Дрю Струзана.

## Выпуск
Показ седьмого сезона начался 27 мая 2020 года на ABC, и он длился в течение 13 эпизодов до 12 августа 2020 года. В Великобритании канал E4, на котором транслировался сериал начиная с третьего сезона, объявил, что у них нет планов транслировать седьмой сезон. Эбби Робинсон из «Digital Spy» предположила, что сезон может быть показан на Disney+, так как первые пять сезонов уже были на сервисе.

## Реакция

### Рейтинги
| №  | Название                                      | Дата показа     | Рейтинг (18—49) | Зрителей (миллионов) | DVR (18—49) | Зрителей DVR (миллионов) | Всего (18—49) | Всего зрителей (миллионов) |
| -- | --------------------------------------------- | --------------- | --------------- | -------------------- | ----------- | ------------------------ | ------------- | -------------------------- |
| 1  | «Новая сделка»                                | 27 мая 2020     | 0,3             | 1,82                 | 0,3         | 1,15                     | 0,6           | 2,97                       |
| 2  | «Выучи назубок»                               | 3 июня 2020     | 0,3             | 1,50                 | 0,3         | 1,03                     | 0,6           | 2,53                       |
| 3  | «Пришельцы-коммунисты из будущего!»           | 10 июня 2020    | 0,3             | 1,57                 | 0,3         | 1,09                     | 0,6           | 2,66                       |
| 4  | «Из прошлого»                                 | 17 июня 2020    | 0,3             | 1,40                 | 0,3         | 1,07                     | 0,6           | 2,47                       |
| 5  | «Форель в молоке»                             | 24 июня 2020    | 0,2             | 1,37                 | 0,3         | 1,05                     | 0,5           | 2,42                       |
| 6  | «Адаптируйся или умри»                        | 1 июля 2020     | 0,3             | 1,32                 | 0,3         | 1,06                     | 0,6           | 2,38                       |
| 7  | «Совершенно невероятные приключения Мака и Д» | 8 июля 2020     | 0,3             | 1,39                 | 0,3         | 1,05                     | 0,6           | 2,44                       |
| 8  | «После, до»                                   | 15 июля 2020    | 0,3             | 1,38                 | 0,3         | 1,08                     | 0,6           | 2,46                       |
| 9  | «Каким я всегда был»                          | 22 июля 2020    | 0,3             | 1,28                 | 0,3         | 1,07                     | 0,6           | 2,35                       |
| 10 | «Украденный»                                  | 29 июля 2020    | 0,3             | 1,30                 | 0,3         | 1,01                     | 0,6           | 2,32                       |
| 11 | «Прекрасный новый день»                       | 5 августа 2020  | 0,3             | 1,25                 | 0,3         | 1,09                     | 0,6           | 2,34                       |
| 12 | «Конец близок»                                | 12 августа 2020 | 0,3             | 1,46                 | 0,3         | 1,00                     | 0,6           | 2,46                       |
| 13 | «За что мы боремся»                           | 12 августа 2020 | 0,3             | 1,46                 | 0,3         | 1,00                     | 0,6           | 2,46                       |

### Реакция критиков
На сайте Rotten Tomatoes сезон имеет рейтинг 100%, со средней оценкой 7,5/10, на основе 10 отзывов. Алекс Маклеви из «The A.V. Club» чувствовал, что сезон испускает «сильную атмосферу „Легенд завтрашнего дня“», сказав: «Шумная природа его приключений во времени, сплавленная с чуть более абсурдистской чувствительностью, чем в прошлых сезонах, даёт этим эпизодам ощущение круга почёта, и от этого шоу расслабляется и наслаждается своим высоким концептуальным потенциалом, не беспокоясь о доставке товаров, чтобы обеспечить ещё один год». Иэн Кардона из «Comic Book Resources» чувствовал, что возвращение Колсона (хотя и в качестве ЖСМ) и повторное использование Гидры в качестве антагониста вернули сериал «назад к истокам», сохраняя при этом весёлый характер сериала. Каждому члену команды было позволено «блистать» и «основное внимание уделяется исключительно персонажам и миссии, что помогает создать сплочённое приключение, которое не тратит впустую никакого времени». Дэйв Витальяно из «Den of Geek» сказал: «Несмотря на то, что седьмой сезон не входит в число лучших усилий сериала, в целом, „Агенты «Щ.И.Т.»“ закачивают свой 136-эпизодный показ как одно из самых успешных научно-фантастических, супергеройских телевизионных предложений, и он в целом зарабатывает высшие оценки».
В своей рецензии для «io9» Роб Брикен написал, что он чувствовал, что следуя за фильмом «Мстители: Финал», который использовал путешествие во времени для корректирования и определения непрерывности КВМ, позволило сезону извлечь выгоду из «решения [«Финала»] освободить КВМ от оков непрерывности. Шоу смогло пройти через свою прогулку в стиле „Легенд завтрашнего дня“ по 20-му веку со свободой рассказывать любую историю, какую хочет, и оставить столько временных беспорядков, сколько нужно истории», делая сезон «настолько хорошим и весёлым, чем когда-либо было в шоу». Брикен завершил тем, что путешествие во времени сезона могло бы выглядеть «совсем по-другому», если бы «Финал» не сделал это первым, поскольку «Disney, ABC и Marvel Studios не одобрили бы ничего такого, что выглядело бы так, как будто имел какой-либо эффект на саму КВМ, вне зависимости от его размера».

#### Отсутствие Фитца
Фитц не появляется в первых десяти эпизодах сезона, так как Де Кэскер работал над другим проектом, когда начались съёмки сезона. Иэн Сэндвелл из «Digital Spy» чувствовал, что это была «ошибка» разделить Фитца и Симмонс, и при этом чувствовалось, что «как будто Фитц отсутствует потому, что это то, что шоу делает, а не потому, что это необходимая механика истории». Сэндвелл чувствовал, что поскольку теперь пара разделена, как «ключевой элемент» сериала, заключительному сезону было тяжело быть «кругом почёта и торжеством», чем он и должен быть. После пятого эпизода сезона Маклеви сказал: «Шоу лучше начать выплачивать дивиденды... на историю [ФитцСиммонс], потому что оно отрезало свои собственные ноги, надолго затянув с отсутствием Фитца». Хотя Маклеви и поддержал то, что Де Кэскер работал над другими проектами, он назвал длительное отсутствие «нелепым» в середине сезона, поскольку отсутствие Фитца «больше не создаёт большой драмы... Пытаясь иметь свой торт „держать-лучшую-пару-раздельно“ и съесть его „таинственную-трансформацию“ тоже, „Агенты «Щ.И.Т.»“ уменьшает эффект на оба случая. Прямо сейчас это просто [Джемма Симмонс] не выражает никакой заботы о самом важном человеке в её жизни, и не раскрывая причин этого, сюжетная линия постепенно сдувается из-за задержки». Позже Маклеви добавил, что «пара была самой большой эмоциональной инвестицией, которая когда-либо была создана в шоу, и они просто выплеснули её из последних двух сезонов». Трент Мур из «Syfy Wire» заявил, что «невозможно переоценить, насколько сильно было упущено присутствие [Фитца] в этом году». По поводу перспективы потенциально увидеть Фитца в одиннадцатом эпизоде, Кристиан Холб из «Entertainment Weekly» сказал: «Пусть лучше это будет одним из величайших сюжетных поворотов всех времён, чтобы оправдать отсутствие одного из центральных персонажей шоу во всём финальном сезоне и искалечивание самых привлекательных отношений в шоу в процессе».

### Награды
В июле 2020 года TVLine включило «Агентов „Щ.И.Т.“» в список 15 лучших телесериалов 2020 года на данный момент, объяснив, что «ожидания были измерены» для седьмого сезона, но он оказался «совершенно фантастическим, полностью забавным и, с каждым последующим эпизодом, подтверждением» места сериала в рамках более широкой КВМ.